# Креймортон (Північна Кароліна)
Креймортон (англ. Cramerton) — місто (англ. town) в США, в окрузі Ґестон штату Північна Кароліна. Населення — 5296 осіб (2020).

## Географія
Креймортон розташований за координатами 35°14′7″ пн. ш. 81°4′27″ зх. д. / 35.23528° пн. ш. 81.07417° зх. д. (35.235333, -81.074244).  За даними Бюро перепису населення США в 2010 році місто мало площу 10,32 км², з яких 9,54 км² — суходіл та 0,78 км² — водойми.

## Демографія
Згідно з переписом 2010 року, у місті мешкало 4165 осіб у 1674 домогосподарствах у складі 1170 родин. Густота населення становила 404 особи/км².  Було 1834 помешкання (178/км²).
Расовий склад населення:
| - 91,1 % — білих - 4,2 % — чорних або афроамериканців - 2,2 % — азіатів - 0,6 % — корінних американців |

До двох чи більше рас належало 1,5 %. Частка іспаномовних становила 1,3 % від усіх жителів.
За віковим діапазоном населення розподілялося таким чином: 23,7 % — особи молодші 18 років, 63,1 % — особи у віці 18—64 років, 13,2 % — особи у віці 65 років та старші. Медіана віку мешканця становила 40,1 року. На 100 осіб жіночої статі у місті припадало 85,5 чоловіків;  на 100 жінок у віці від 18 років та старших — 82,4 чоловіків також старших 18 років.
Середній дохід на одне домашнє господарство  становив 77 969 доларів США (медіана — 60 391), а середній дохід на одну сім'ю — 100 762 долари (медіана — 81 853). Медіана доходів становила 54 517 доларів для чоловіків та 40 515 доларів для жінок. За межею бідності перебувало 11,0 % осіб, у тому числі 8,2 % дітей у віці до 18 років та 9,7 % осіб у віці 65 років та старших.
Цивільне працевлаштоване населення становило 2136 осіб. Основні галузі зайнятості: освіта, охорона здоров'я та соціальна допомога — 21,9 %, виробництво — 13,2 %, роздрібна торгівля — 12,0 %.